# Тар-Вабрига
Тар-Вабрига (хорв. Tar-Vabriga) – громада в Істрійській жупанії Хорватії.

## Населення
Населення громади за даними перепису 2011 року становило 1 990 осіб. 
Динаміка чисельності населення громади:

## Населені пункти
До громади Тар-Вабрига входять: 
- Фрата
- Гедичі
- Перці
- Рошини
- Тар
- Вабрига

## Клімат
Середня річна температура становить 13,60°C, середня максимальна – 26,90°C, а середня мінімальна – -0,67°C. Середня річна кількість опадів – 923 мм.
| Клімат поселення                              | Клімат поселення | Клімат поселення | Клімат поселення | Клімат поселення | Клімат поселення | Клімат поселення | Клімат поселення | Клімат поселення | Клімат поселення | Клімат поселення | Клімат поселення | Клімат поселення | Клімат поселення |
| Показник                                      | Січ.             | Лют.             | Бер.             | Квіт.            | Трав.            | Черв.            | Лип.             | Серп.            | Вер.             | Жовт.            | Лист.            | Груд.            |                  |
| Середній максимум, °C                         | 9,56             | 10,63            | 13,86            | 17,17            | 22,38            | 26,00            | 26,90            | 26,80            | 22,33            | 17,64            | 12,50            | 8,93             |                  |
| Середня температура, °C                       | 4,45             | 5,51             | 8,74             | 12,04            | 17,27            | 20,88            | 23,42            | 23,32            | 18,86            | 14,16            | 9,02             | 5,46             |                  |
| Середній мінімум, °C                          | −0,67            | 0,39             | 3,64             | 6,94             | 12,17            | 15,76            | 19,95            | 19,85            | 15,38            | 10,68            | 5,56             | 1,98             |                  |
| Норма опадів, мм                              | 64               | 52               | 64               | 73               | 72               | 82               | 55               | 82               | 93               | 106              | 100              | 80               |                  |
| Середньомісячна швидкість вітру, м/с          | 2.26             | 2.51             | 2.58             | 2.59             | 2.34             | 2.26             | 2.24             | 2.20             | 2.26             | 2.48             | 2.54             | 2.42             |                  |
| Середньомісячна сонячна радіація, кДж/м²·день | 4427             | 7376             | 10753            | 15268            | 19329            | 21188            | 22257            | 18957            | 14069            | 8959             | 4929             | 3752             |                  |
| --------------------------------------------- | ---------------- | ---------------- | ---------------- | ---------------- | ---------------- | ---------------- | ---------------- | ---------------- | ---------------- | ---------------- | ---------------- | ---------------- | ---------------- |
| Джерело:                                      |                  |                  |                  |                  |                  |                  |                  |                  |                  |                  |                  |                  |                  |